# Persone di nome Edgar/Calciatori
| Questa pagina contiene informazioni ricavate automaticamente dalle voci biografiche con l'ausilio del template Bio e di un bot. L'aggiornamento è periodico e automatico e ricostruisce completamente la pagina. Se manca una persona in questa lista, sei pregato di non aggiungerla, ma accertati piuttosto che la sua voce biografica contenga il template Bio e che i dati anagrafici siano correttamente compilati. Se il template Bio manca, inseriscilo tu stesso o, in alternativa, metti l'avviso {{tmp\|Bio}} che ne segnala la mancanza. Se i dati riportati sono sbagliati, correggi direttamente la voce biografica; le modifiche saranno visibili in questa lista entro pochi giorni. Per chiarimenti vedi il progetto antroponimi. La lista contiene solo le 52 persone che sono citate nell'enciclopedia e per le quali è stato implementato correttamente il template Bio. Pagina aggiornata al 22 lug 2025. |

Questa è una lista di persone presenti nell'enciclopedia che hanno il nome Edgar e sono calciatori.

## A(4)
- Edgar Aguilera, ex calciatore paraguaiano (Asunción, n. 1975)
- Paul Akouokou, calciatore ivoriano (Abidjan, n. 1997)
- Edgar Andrade, ex calciatore messicano (Veracruz, n. 1988)
- Edgar Angulo, ex calciatore colombiano (n. 1953)

## B(5)
- Edgar Babayan, ex calciatore danese (Berlino, n. 1995)
- Edgar Badia, calciatore spagnolo (Barcellona, n. 1992)
- Edgar Borges Olivera, ex calciatore uruguaiano (Minas de Corrales, n. 1969)
- Edgar Báez, ex calciatore paraguaiano (Asunción, n. 1972)
- Édgar Bárcenas, calciatore panamense (Colón, n. 1993)

## C(3)
- Edgar Chinchilla, calciatore guatemalteco (Città del Guatemala, n. 1987)
- Edgar Cotto, ex calciatore guatemalteco (Asunción Mita, n. 1984)
- Edgar Marcelino, ex calciatore portoghese (Coimbra, n. 1984)

## D(4)
- Edgar Denis, ex calciatore paraguaiano (Asunción, n. 1969)
- Edgar Domínguez, ex calciatore ecuadoriano (Cuenca, n. 1962)
- Edgar Bruno da Silva, calciatore brasiliano (São Carlos, n. 1987)
- Edgar Pacheco, ex calciatore angolano (Luanda, n. 1977)

## E(2)
- Edgar Elizalde, calciatore uruguaiano (Casupá, n. 2000)
- Edgar Estrada, ex calciatore guatemalteco (Città del Guatemala, n. 1967)

## F(2)
- Edgar Falch, calciatore norvegese (Stavanger, n. 1930 - Stavanger, † 2013)
- Edgar Field, calciatore inglese (Wallingford, n. 1854 - Derby, † 1934)

## G(4)
- Edgar Daniel González Brítez, ex calciatore paraguaiano (Asunción, n. 1979)
- Edgar González, calciatore spagnolo (Sallent, n. 1997)
- Edgar Grigoryan, calciatore armeno (Erevan, n. 1998)
- Edgar Guerra, calciatore colombiano (Becerril, n. 2001)

## J(1)
- Edgar Jiménez, calciatore venezuelano (Puerto Ordaz, n. 1984)

## K(1)
- Edgar Kail, calciatore inglese (Londra, n. 1900 - Skelmorlie, † 1976)

## L(4)
- Edgar Ié, calciatore portoghese (Bissau, n. 1994)
- Edgar Loué, ex calciatore ivoriano (Abidjan, n. 1983)
- Edgar Lubbock, calciatore e funzionario britannico (Londra, n. 1847 - Londra, † 1907)
- Edgar López, calciatore messicano (Tijuana, n. 1999)

## M(2)
- Édgar Marín, calciatore costaricano (Pueblo Nuevo, n. 1943 - Concepción, † 2023)
- Edgar Mejía, ex calciatore messicano (Guadalajara, n. 1988)

## N(1)
- Edgar Daniel Núñez, ex calciatore honduregno (Catacamas, n. 1979)

## O(1)
- Edgar Ochieng, ex calciatore keniota (n. 1977)

## P(4)
- Edgar Iván Pacheco, ex calciatore messicano (Guadalajara, n. 1990)
- Edgar Teixeira, ex calciatore portoghese (Argoncilhe, n. 1989)
- Edgar Prib, calciatore tedesco (Neryungri, n. 1989)
- Edgar Pujol, calciatore dominicano (Sabadell, n. 2001)

## R(3)
- Nico Ramírez, ex calciatore messicano (Tepic, n. 1974)
- Edgar Ramos, ex calciatore colombiano (Bogotà, n. 1979)
- Edgar Robles, calciatore paraguaiano (San Lorenzo, n. 1977 - San Lorenzo, † 2016)

## S(3)
- Edgar Schneider, ex calciatore tedesco (Pforzheim, n. 1949)
- Edgar Shearer, calciatore inglese (Hendon, n. 1909 - Sudbury, † 1999)
- Edgar Stakset, ex calciatore norvegese (Namdalseid, n. 1937)

## T(2)
- Mariano Trujillo, ex calciatore messicano (Città del Messico, n. 1977)
- Edgar Tur, calciatore estone (Tallinn, n. 1996)

## V(2)
- Edgar Villamarín, calciatore peruviano (Lima, n. 1982)
- Edgar Vuithier, calciatore svizzero (n. 1894 - † 1968)

## Z(2)
- Edgar Zaldívar, calciatore messicano (San Luis Potosí, n. 1996)
- Edgar Zapata, ex calciatore colombiano (Medellín, n. 1979)

## Á(1)
- Edgar Álvarez, ex calciatore honduregno (Puerto Cortés, n. 1980)

## Ç(1)
- Edgar Çani, calciatore albanese (Tirana, n. 1989)